# Scytinostroma parvisporum
Scytinostroma parvisporum är en svampart som beskrevs av Boidin & Lanq. 1987. Scytinostroma parvisporum ingår i släktet Scytinostroma och familjen Lachnocladiaceae.   Inga underarter finns listade i Catalogue of Life.